# Air America (film)
Air America är en amerikansk film från 1990 baserad på Christopher Robbins bok Air America från 1979.

## Handling
Air America var CIA:s flygbolag som opererade i Laos under Vietnamkriget, de transporterade allt från soldater till livsmedel till lokalbefolkningen. Billy värvas av bolaget efter det att han förlorat sin flyglicens och hamnar bland ett gäng galna vapensmugglande piloter och opiumsmugglande överordnade.

## Om filmen
Filmen är inspelad i Thailand, London och Los Angeles. Den hade världspremiär i USA den 10 augusti 1990 och svensk premiär den 29 mars 1991, åldersgränsen är 11 år.

## Rollista (i urval)
- Mel Gibson – Gene Ryack

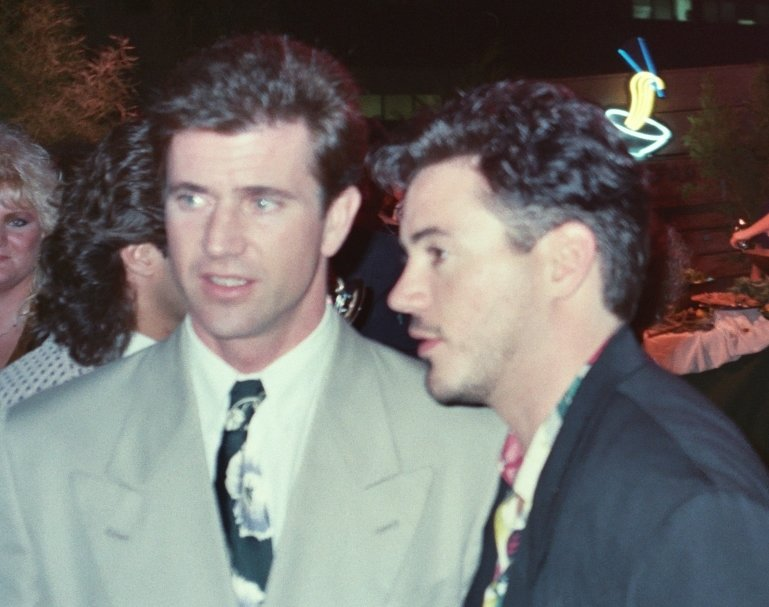
Mel Gibson och Robert Downey Jr. vid filmens premiär på Grauman's Chinese Theatre i Los Angeles.

- Robert Downey Jr. – Billy Covington
- Nancy Travis – Corinne Landreaux
- Ken Jenkins – Major Donald Lemond
- David Marshall Grant – Rob Diehl
- Lane Smith – Senator Davenport
- Art LaFleur – Jack Neely